# Hjuldampskibet Hertha
Hjuldampskibet Hertha blev bygget i 1844 til brug for toldvæsenet. Det var udstyret med en motor på 90 HK.     

## Tekniske data

### Generelt
- Længde: 105 m
- Bredde:  17,8 m
- Dybgang: 11,5 m
- Deplacement: 168 ton

### Armering
Artilleri: 2 styk 24 pund kanoner.   

## Tjeneste
Søsat og færdigbygget i 1844. Indkøbt til Toldvæsenet. Udlånt til marinen og krigsudrustet 1849-50. Overtaget af Marinen i 1857 og anvendt som opmålingsskib. Krigsudrustet i 1864 hvor det var en del af den danske styrke ved Als Fjord sammen med det første danske panserskib Rolf Krake. Solgt i 1865 og ophugget i 1876.  